# Ennstaler Kreis
Der Ennstaler Kreis ist ein 1951 vom steirischen Landtagsabgeordneten und späteren Landesparteisekretär Alfred Rainer unter der Patronanz von Landeshauptmann Josef Krainer senior gegründetes Symposium. Der Gesprächskreis findet zweimal jährlich in Schladming statt und fungiert heute als Dialogplattform zwischen wirtschaftsliberalen und konservativen Intellektuellen zu politischen, kulturellen und wirtschaftlichen Themen von europäischer Bedeutung. Die derzeitige Vorsitzende ist die Bundesministerin a. D. Beatrix Karl.

## Geschichte
Anfang der 1950er Jahre diente der Ennstaler Kreis dem Austausch von Vertretern der ÖVP (Franz Gschnitzer, Hans Steinacher, Manfred Jasser) mit gesinnungstreuen, „ehemaligen“ Nationalsozialisten. Eine der Hauptforderungen des Ennstaler Kreis war die Entmachtung der „45er“, also der antinationalsozialistischen ÖVP-Führung unter Leopold Figl.
1954 berichtet der nationalsozialistische Taras Borodajkewycz seinem Freund Hans Sedlmayr von seinen Treffen im Ennstaler Kreis: „Ich glaube, der Menschenkreis würde dir gefallen; viele alte Freunde und Bekannte – in der Hauptsache gute Nazis.“

## Vorsitzende des Ennstaler Kreises
- 1951 bis 1966: Alfred Rainer
- 1967 bis 1988: Otto Hofmann-Wellenhof
- 1988 bis 2006: Hans Steiner
- 2007 bis 2012: Hans Georg Fuchs
- 2012 bis 2019: Ruth Feldgrill-Zankel
- seit 2019: Beatrix Karl

## Vortragende
Die Vortragenden des Ennstaler Kreises sind prominente Persönlichkeiten aus den Bereichen Demokratie, Bildung, Wissenschaft und Kultur.
In einigen Bereichen kommt dem Ennstaler Kreis eine Vordenkerrolle zu, beispielsweise wurde unter der Leitung von Franz Nemschak bereits 1963 „Österreichs Weg in die Europäische Wirtschaftsgemeinschaft“ diskutiert. Prominente Politiker und Unternehmer spielten seit Gründung des Symposions eine sehr große Rolle, hier sind beispielsweise Kurt Waldheim (1969), Franz Josef Strauß (1975), Otto von Habsburg (1991) und Karel Schwarzenberg (1992) sowie Claus Raidl (2002/2012) und Wolfgang Leitner (2003) zu nennen. Im Sinne der Ökumene gab es außerdem schon früh Vorträge von katholischen (u. a. Franz König und Egon Kapellari) und protestantischen Würdenträgern (u. a. Gerhard May und Herwig Sturm), in neuerer Zeit ebenso Betrachtungen des Islamismus (Bassam Tibi).